# Zone archéologique de Catignano
La zone archéologique de Catignano est un site archéologique où ont été découverts les restes d'une colonie néolithique (Ve siècle av. J.-C.), dans la zone de Sterpara-Ponte Rosso, près de Catignano, province de Pescara dans la région des Abruzzes.
Dans la deuxième moitié du XXe siècle, une série de reconnaissances et de fouilles archéologiques ont été réalisées dans la zone de Ponte Rosso, mettant au jour en 1970 les vestiges d'un important centre habité au néolithique,.
En 2022, la municipalité a présenté un projet visant à rendre la zone archéologique visitable.

## Description
Sur une terrasse fluviale située au confluent entre la rivière Nora et le Fosso dei Cappuccini, des groupes d'humains ont organisé un village dont il reste des traces très intéressantes, témoignage du passage du nomadisme à la sédentarité, aujourd'hui visible dans la région. 
Des cavités de formes diverses ont été découvertes sur le site qui témoignent des activités et de l'organisation de la vie de ces groupes préhistoriques : cabanes rectangulaires avec absides, fosses de combustion utilisées pour la cuisson des céramiques, puits pour stocker les aliments ou pour l'évacuation des déchets. 
De nombreux objets ont été découverts qui témoignent des habitudes quotidiennes, des premières formes culturelles et du savoir-faire artistique développés par ces établissements humains préhistoriques. Parmi les objets, certains ont été trouvés en obsidienne, un matériau volcanique non originaire des Abruzzes, qui témoigne de contacts, peut-être même de nature commerciale, avec des peuples lointains. 
Les sépultures trouvées à Catignano sont dans la plupart des cas situées en correspondance avec les points les plus faibles des structures d'habitation, comme pour souligner le pouvoir protecteur détenu par le défunt envers la maison. La sépulture dite de Catignano 1 est emblématique : elle contient une femme âgée de 40 à 50 ans, placée accroupie sur son côté gauche. L'individu Catignano 2 est un enfant âgé de 3 à 5 ans, placé en position accroupie et accompagné  d'un bol à parois droites positionné à proximité de la tête.

## Culture de Catignano
La qualité et la particularité des céramiques trouvées sur le site ont conduit à l'identification d'un nouveau faciès culturel du lieu de découverte, donc appelé Culture de Catignano.
Ceci est identifié par ce qu'on appelle la figuline en céramique, une céramique d'excellente qualité, de couleur jaune clair, décorée de motifs géométriques, peinte en rouge, utilisée pour les objets les plus précieux.